# Skorpionens förbannelse
Skorpionens förbannelse (engelska: The Curse of the Jade Scorpion) är en tysk-amerikansk film från 2001 i regi av Woody Allen. Filmen hade svensk premiär 8 november 2002.

## Handling
Filmens tema är "kärlek börjar alltid med bråk". Det är år 1940 och CW Briggs är utredare på försäkringsbolaget North Coast Fidelity i New York. Han är företagets bäste utredare och har avslöjat flera falska anmälningar. Briggs ogillar dock företagets nya effektivitetsexpert Betty Ann Fitzgerald som vill lägga utredningarna på entreprenad. Briggs motvilja är ömsesidig.
När företagets personal är ute på nattklubb blir Briggs och Fitzgerald hypnotiserade av en uppträdande hypnotisör, Voltan Polgar. Genom ett kodord kan han få de två att bli djupt förälskade i varandra. Senare på kvällen blir Briggs uppringd av hypnotisören som genom samma kodord får Briggs att åter bli hypnotiserad. Briggs får i uppdrag att stjäla värdefulla smycken från en av företagets kunder, Kensington, och det är ingen svårighet för att Briggs att ta sig förbi alla larm.
Dagen efter får Briggs ta hand om utredningen. Inbrottet är tydligen gjort av en expert och allt verkar som om någon på företaget har gjort det. Briggs misstankar faller på Fitzgerald som alltid verkar jobba över. Briggs vet inte att Fitzgerald är ihop med bolagets chef Magruder. När han bryter sig in i Fitzgeralds lägenhet kommer hon hem tillsammans med Magruder. Han förklarar att deras förhållande är omöjligt eftersom han inte kan lämna sin fru. När han har gått försöker Fitzgerald att kasta sig ut genom fönstret. Briggs räddar henne.
Utredningen av inbrottet hos Kensington visar att Briggs är väldigt misstänkt - han har stora spelskulder och hans fingeravtryck hittas på en tändsticksask. När Fitzgerald kommer hem till honom för att tacka för att han räddade henne från självmord hittar hon hela bytet. Briggs blir snabbt gripen men lyckas rymma och tar sig hem till Fitzgerald som motvilligt gömmer honom.
På natten blir Fitzgerald uppringd av hypnotisören. Hon bryter sig in hos en av företagets kunder och stjäl smyckena i kassaskåpet. När hon kommer hem igen är hon fortfarande hypnotiserad och därmed förälskad i Briggs. Han lyckas värja sig och Fitzgerald tuppar av. När hon vaknar igen har hon glömt allt.
Briggs är fortfarande jagad av polisen. På kontoret diskuterar de fallet och Briggs berättar om Fitzgeralds konstiga beteende. Arbetskamraten George påminner om att hon beter sig likadant som när hon blev hypnotiserad på nattklubben. Plötsligt står sammanhanget klart för Briggs.
Hypnotisören har åter ringt Fitzgerald för att hon ska överlämna smyckena till honom. Hypnotiserad tar hon sig till Chinatown. Dit kommer också Briggs för att sätta stopp för hypnotisören. Polisen kommer dit och griper hypnotisören. Fitzgerald förklarar för Briggs hur mycket hon älskar honom. Briggs kan bara beklaga att hennes känslor inte är äkta innan de kysser varandra.
Dagen efter är Briggs chef Magruder mycket tacksam. Magruder och Fitzgerald har blivit ihop igen och ska resa till Paris. Briggs inser då att han verkligen älskar henne. Hon säger nej, men innan hon och Magruder lämnar kontoret använder Briggs kodordet. Genast förstår hon att det är Briggs hon älskar och de två lämnar kontoret tillsammans.

## Skådespelare
- Woody Allen - C.W. Briggs
- Helen Hunt - Betty Ann Fitzgerald
- Dan Aykroyd - Chris Magruder
- Charlize Theron - Laura Kensington
- Brian Markinson - Al
- Wallace Shawn - George Bond, försäkringstjänsteman
- David Ogden Stiers - Voltan Polgar, hypnotisör